# Benjamin Franklin Cheatham
Pour les articles homonymes, voir Cheatham.
Benjamin Franklin « Frank » Cheatham (20 octobre 1820 - 4 septembre 1886) est un planteur du Tennessee, chercheur d'or de Californie, et un général de l'armée des États confédérés pendant la guerre de Sécession. Il sert dans l'armée du Tennessee, infligeant beaucoup de pertes aux troupes de Sherman à Kennesaw Mountain, mais reçoit un blâme pour l'évasion du général Schofield à Spring Hill, facteur majeur de la défaite confédérée à Franklin.

## Jeunesse et éducation
Cheatham naît à Nashville, Tennessee, dans une plantation appelée Westover, qui à son apogée s'étend sur trois mille acres (12 km2). Il naît dans deux des familles de premier plan et célèbres de l'élite du centre du Tennessee de la société esclavagiste. Sa mère descend du général James Robertson, le fondateur de Nashville et « père » du centre du Tennessee, en provenance de Virginie. Les Cheathams sont installés au centre du Tennessee depuis deux générations et sont établis en tant que propriétaires d'une plantation, avocats, médecins et maires de la ville.

## Avant la guerre
Au début de la guerre américano-mexicaine, Cheatham rejoint le 1st Tennessee Infantry Regiment en tant que capitaine et termine la guerre après avoir été promu colonel du 3rd Tennessee. Il part pour la Californie en 1849 lors de la ruée vers l'or, mais revient au Tennessee en 1853.
Il dirige sa plantation et sert en tant que brigadier général dans la milice du Tennessee.

## Guerre de Sécession
Cheatham rejoint l'armée des États confédérés en tant que brigadier général le 9 mai 1861, et devient commandant de brigade dans le district occidental du département numéro deux, sous le commandement du major général Leonidas Polk. Sa première épreuve lors de la guerre survient le 7 novembre 1861 dans le Missouri lors de la bataille de Belmont, où il commande trois régiments dans la division du général Gideon J. Pillow contre le brigadier général de l'Union Ulysses S. Grant, pour qui aussi c'est le premier combat de la guerre de Sécession. En décembre 1861, Cheatham et sa division reçoivent les remerciements du Congrès, « pour le courage désespéré qu'ils ont démontré en soutenant pendant plusieurs heures, dans des circonstances les plus désavantageuses une attaque par une force ennemie largement supérieure à la leur, tant en nombre qu'en organisation ; et pour la compétence et la bravoure par lesquelles ils ont changé une première menace pratiquement un désastre en une victoire triomphante ».
Cheatham est promu major général le 10 mars 1862 et est nommé commandant de la 2nd division du 1st corps de l'armée du Mississippi. Il commande sa division à la bataille de Shiloh et est blessé, bien qu'il ne soit pas clair si cela est survenu le 6 avril 1862 ou le 7 avril 1862. Le général Braxton Bragg devient commandant de l'armée (bientôt désignée en tant qu'armée du Tennessee) et Cheatham sert sous ses ordres à Perryville et Stones River. Lors de cette dernière bataille Cheatham agit lentement, ordonnant des assauts ponctuels ; des observateurs affirment qu'il avait bu avec excès et qu'il était incapable de commander ses unités efficacement. Néanmoins, le soldat Sam Watkins, auteur de Company Aytch, déclare avoir personnellement vu Cheatham mener une charge sur Wilkerson Turnpike pendant la bataille, indiquant qu'il avait agi avec bravoure pendant cette partie de la bataille, au moins.
Cheatham poursuit en tant que commandant de division sous les ordres de Bragg lors de la bataille de Chickamauga et, à la suite de cette rare victoire confédérée dans l'ouest, lors des batailles autour de Chattanooga, dont Missionary Ridge, où Bragg est défait par Grant. Il aide à bloquer l'armée de l'Union aux dernières heures de la bataille.
En 1864, Cheatham combat bien lors de la campagne d'Atlanta sous les ordres du général Joseph E. Johnston, et plus tard du lieutenant général John Bell Hood, infligeant de lourdes pertes à l'armée de l'Union de William T. Sherman lors de la bataille de Kennesaw Mountain, et est blessé lors de la bataille d'Ezra Church. Il prend le commandement du corps de Hood lorsque ce dernier est promu au commandement de l'armée le 18 juillet 1864, et commande son corps lors des batailles autour d'Atlanta.
L'action la plus connue de Cheatham survient en tant que commandant de corps sous les ordres de Hood lors de la campagne de Franklin-Nashville. Il est engagé dans toutes les principales batailles de la campagne, acquérant une notoriété lorsque l'armée de l'Union commandée par le major général John M. Schofield parvient à se dégager et de s'enfuir de la bataille de Spring Hill, ce qui déjoue le plan de Hood et mène à la défaite confédérée désastreuse à Franklin le lendemain. Hood accuse Cheatham d'avoir manqué à son devoir et l'inimité entre les deux hommes durera jusqu'à la fin de leurs vies. Des documents de Hood découverts récemment, comprenant de nombreuses lettres fondées sur des suppositions ou des ouï-dire de la part de généraux haut placés, ne permettent pas de confirmer que Cheatham ait refusé d'exécuter les ordres de Hood de bloquer la route à péage et qu'il était contre le fait de lancer une attaque de nuit. Après l'effondrement de l'armée de Hodd à Nashville, Cheatham rejoint le commandement hétéroclite de Johnston pour la campagne des Carolines en tant que commandant de division, la plus haute position que la petite armée puisse justifier. Il se rend au général Sherman en Caroline du Nord en avril 1865.

## Après la guerre

### Mariage et famille
Peu après la guerre, il se marie dans sa quarantaine pour la première fois, à Anna Bell Robertson de Caroline du Nord (elle n'a aucun lien de parenté avec la lignée des Robertson). Elle est la sœur de ses aides de camp de la guerre. Ils ont cinq enfants ensemble : Benjamin Franklin Jr., Patton Robertson, Joseph Johnston, Medora Cheatham Hodgson, and Alice.
Leur fils Benjamin Franklin Cheatham, Jr. (1867 - 1944) sera major général dans l'armée des États-Unis, servant avec distinction lors de la guerre hispano-américaine et la Première Guerre mondiale. Il servira en tant que quartier-maître général de 1926 à 1930. Pendant sa dernière affectation, il supervisera les améliorations paysagères du cimetière national d'Arlington, comprenant la restauration de la Lee Mansion et la construction de la tombe des inconnus. Il sera enterré à Arlington.

### Travail
Après la guerre, Cheatham décline une offre d'emploi du service civil fédéral du président Grant.
Il est un candidat malheureux pour la chambre des représentants des États-Unis en 1872. Il sert pendant quatre ans en tant que directeur d'une prison de l'État du Tennessee. Il est nommé receveur des postes de Nashville (1885 - 1886). Il meurt à Nashville et est enterré dans le cimetière Mount Olivet.

## Mémoire
Après la guerre, un camp d'une division du Tennessee de l'association des soldats confédérés (en) est baptisé le « Frank Cheatham Bivouac » en l'honneur du général confédéré.